# Трейнтьє (викопна людина)

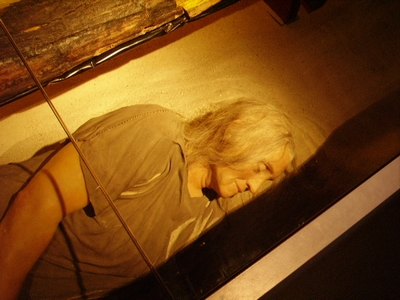
Трейнтьє: муляж у Державному музеї старовини в Лейдені

Трейнтьє (нід. Trijntje) — умовна назва, дана прадавнім кістковим решткам сучасної людини, знайденим на території Нідерландів. Рештки датуються близько 7000-7500 років тому (пізній мезоліт — ранній неоліт).
Ім'я Трейнтьє — зменшувальна форма імені Катарина, поширене в Нідерландах і Бельгії. Її рештки було знайдено в 1997 році під час археологічних розкопок у місцевості Полдервег в общині Хардінксфелд-Гіссендам, що передували прокладенню ділянки Бетюверут залізничної лінії Роттердам-Зевенаар.
Дослідження показують, що до моменту смерті вік Трейнтьє був близько 50 років, вона померла у хорошому стані здоров'я і встигла на той час народити декілька дітей. Її зуби були сильно зношені через вживання грубої їжі або через те, що вона використала їх для обробки звіриних шкур.
Реконструйований муляж Трейнтьє зберігається в Державному музеї старовини в Лейдені.

## Ресурси Інтернету
- Trijntje op de site van het Rijksmuseum van Oudheden. Архів оригіналу за 27 серпня 2007. (нід.)